# جون في. شيريدان
جون في. شيريدان هو سياسي أمريكي، ولد في 3 فبراير 1879، وتوفي في 14 أكتوبر 1947. نشط حزبياً في الحزب الديمقراطي. وقد انتخب عضو مجلس ولاية نيويورك ‏.